# 韦肖洛耶农村居民点
韦肖洛耶农村居民点（俄语：Веселовское сельское поселение）是俄罗斯联邦别尔哥罗德州赤卫军区所属的一个农村居民点。其下辖有12个居民点，行政中心为韦肖洛耶。据2016年统计，该农村居民点的人口为3878人。